# Pinellia tripartita
Pinellia tripartita är en kallaväxtart som först beskrevs av Carl Ludwig von Blume, och fick sitt nu gällande namn av Heinrich Wilhelm Schott. Pinellia tripartita ingår i släktet Pinellia och familjen kallaväxter. Inga underarter finns listade.